# Seznam panovnických rezidencí v Portugalsku
Toto je seznam portugalských panovnických rezidencí, zahrnuje rezidence portugalských panovníků:

### Portugalské hrabství
| Obrázek | sídlo          | místo                       | období      | panovník (panovníci)                        |
| ------- | -------------- | --------------------------- | ----------- | ------------------------------------------- |
|         | Hrad Guimarães | Guimarães                   | 1095 - 1131 | Hrabě Jindřich Burgundský Alfons Jindřichův |
|         | Palác Escolas  | Univerzita Coimbra, Coimbra | 1131 - 1143 | Alfons Jindřichův                           |

### Portugalské království
| Obrázek | sídlo                                                 | místo                                    | období                                | panovník (panovníci)                                                                        |
| ------- | ----------------------------------------------------- | ---------------------------------------- | ------------------------------------- | ------------------------------------------------------------------------------------------- |
|         | Palác Escolas                                         | Univerzita Coimbra, Coimbra              | 1143 - 1255                           | Alfons Jindřichův Sancho I. Alfons II. Sancho II. Alfons III.                               |
|         | Palác Alcáçova nebo též hrad svatého Jiří (São Jorge) | Lisabon                                  | 1255 - 1503                           | Alfons III. Dinis Alfons IV. Petr I. Ferdinand Jan I. Eduard Alfons V. Jan II. Manuel I.    |
|         | Královský palác Sintra a palác Pena                   | Sintra, Sintra                           | 1489 - 1910                           | Manuel I. Jan III. Šebestián Jindřich Jan IV. Alfons VI. Petr II. Jan V. Josef I. Marie II. |
|         | Palác Ribeira                                         | Madalena, Lisabon                        | 1503 - 1580; 1640 - 1755              | Manuel I. Jan III. Šebestián Jindřich Jan IV. Alfons VI. Petr II. Jan V. Josef I.           |
|         | Vévodský palác ve Vila Viçosa                         | Vila Viçosa                              | 1640-1910                             | Jan IV. Alfons VI. Petr II. Jan V. Josef I. Karel I.                                        |
|         | Královský palác Belém                                 | Belém, Lisabon                           | 1726 - 1910                           | Jan V. Josef I. Jan VI. Marie II. Ludvík I. Karel I. Manuel II.                             |
|         | Královský palác Mafra                                 | Mafra                                    | 1730 - 1910                           | Jan V. Josef I. Jan VI. Karel I. Manuel II.                                                 |
|         | Palác Madeira (Real Barraca)                          | Madalena, Lisabon                        | 1755 - 1794                           | Josef I. Marie I.                                                                           |
|         | Královský palác Queluz                                | Queluz, Sintra                           | 1794 - 1807                           | Marie I. Petr III. Petr IV.                                                                 |
|         | Palác Necessidades                                    | Estrela (dříve Prazeres), Lisabon        | 1821 - 1822; 1828 - 1861; 1889 - 1910 | Jan VI. Michal Marie II. a Ferdinand II. Petr V. a Štěpánka Karel I. a Amélie Manuel II.    |
|         | Palác Bemposta                                        | V současnosti Vojenská akademie, Lisabon | 1822 - 1826                           | Jan VI.                                                                                     |
|         | Královský palác Ajuda                                 | Ajuda, Lisabon                           | 1828; 1862 - 1889                     | Michal Ludvík I.                                                                            |
|         | Královský letohrádek Caxias                           | Caxias, Oeiras                           | 1861 - 1862                           | Ludvík I.                                                                                   |
|         | Palác Cidadela Cascais                                | Cascais                                  | 1870-1910                             | Ludvík I. Karel I.                                                                          |

### Sídla portugalských králů mimo území Portugalska
| Obrázek | sídlo                           | místo                    | období            | panovník (panovníci)          |
| ------- | ------------------------------- | ------------------------ | ----------------- | ----------------------------- |
|         | Královský Alcázar v Madridu     | Madrid, Španělsko        | 1580 - 1640       | Filip I. Filip II. Filip III. |
|         | Císařský palác (Rio de Janeiro) | Rio de Janeiro, Brazílie | 1808 - 1821; 1826 | Marie I. Jan VI. Petr IV.     |